# Po (rio)
Po é um rio localizado na França.